# Apollo's Fire
Apollo's Fire, The Cleveland Baroque Orchestra é um conjunto popular e aclamado pela crítica de instrumentos de época especializado em música antiga (renascentista, barroco e clássica inicial) com sede em Cleveland, Ohio. O grupo vencedor do GRAMMY reúne um seleto grupo de especialistas em música antiga de toda a América do Norte e Europa. Sob a direção da diretora artística Jeannette Sorrell, o grupo foi reconhecido internacionalmente por sua programação criativa e inovadora e elogiado pela BBC Music Magazine por "forjar uma abordagem vibrante e positiva da música antiga ... uma visão sedutora da autenticidade musical."

## Fundação e história inicial
Nomeado pelo deus clássico da música e do sol, o Apollo's Fire foi fundado em 1992 pela maestrina premiada e clavecinista Jeannette Sorrell. Sorrell, que tinha 26 anos na época, contou com a ajuda de Roger Wright, que era então administrador artístico da Orquestra de Cleveland. Sorrell chamou a atenção de Wright através de recomendações do corpo docente do Aspen Music Festival e do Tanglewood Music Festival, onde estudou com Leonard Bernstein, Roger Norrington e outros. Wright estava lidando com a busca da Orquestra de Cleveland por um maestro assistente e convidou Sorrell a uma entrevista para o cargo. A entrevista foi conduzida pelo diretor musical da Cleveland Orchestra, Christoph von Dohnányi, juntamente com Roger Wright. Durante a entrevista, Dohnányi disse a Sorrell que "não havia sentido em encontrar tempo com a orquestra para ela fazer o teste, pois o público em Cleveland nunca aceitaria uma mulher como maestro".  Sorrell respondeu que não se candidatara a esse emprego, e seu verdadeiro objetivo era trabalhar com uma orquestra de instrumentos de época. Após esse encontro, Wright decidiu ajudar Sorrell a lançar uma orquestra de instrumentos de época. 
Sorrell lançou um conjunto dedicado ao ideal barroco de que a música deveria evocar os vários afetos ou paixões dos ouvintes, usando as ferramentas de retórica e drama do século XVII. A orquestra recebeu uma doação da Fundação Cleveland em 1992 e fez sua estreia à aclamação crítica em junho daquele ano. O Apollo's Fire imediatamente começou a receber convites de apresentadores de séries de concertos, e tem sido um grupo ativo de turnês desde sua primeira temporada. As gravações e concertos do grupo são transmitidos com frequência na National Public Radio, na BBC britânica, na canadense CBC Radio 2 e na European Broadcasting Union desde sua 4ª temporada. 
Em 2004, Sorrell lançou um crossover/ala folk do Apollo's Fire - uma trupe especializada em música tradicional (celta, apalachiana, sefardita), tocada em instrumentos de época em uma estética historicamente informada. O Apollo's Fire recebeu importantes doações por meio da iniciativa NEA American Masterpieces em 2009 e 2010, pela pesquisa, criação e gravação de Jeannette Sorrell do inovador programa de crossover "Come to the River:  An Early American Gathering". Esta gravação foi um dos 10 mais vendidos da Billboard Classical em 2011. O álbum foi aclamado pelo American Record Guide como "um dos lançamentos mais alegres, inebriado pela pura alegria de estar vivo".

## Estreia europeia e turnê internacional
O Apollo's Fire estreou em Londres em 2010, em um concerto esgotado no Wigmore Hall, com uma transmissão da BBC. O conjunto excursionou pela Europa novamente em 2011, 2014, 2015 e 2018, incluindo concertos esgotados no BBC Proms em Londres, Royal Theatre de Madrid, Grand Théâtre de l'Opéra em Bordéus, Bergen, Áustria, grandes eventos em Lisboa (Portugal) e Metz (FR), bem como as séries do Boston Early Music Festival e Cal Performances em Berkeley/San Francisco. O show de Londres em 2014 foi elogiado pelo Daily Telegraph pelo "fazer música superlativo, combinando estilo europeu e empreendedorismo americano" - e nomeado um dos "5 melhores concertos de música clássica de 2014".
O Apollo's Fire realizou duas grandes turnês nos EUA nas Monteverdi Vespers (2010 e 2014) e uma turnê de 9 concertos nos Concertos de Brandenburgo em 2013. Em 2013, o Apollo's Fire se tornou a primeira orquestra barroca a ser incluída na lista de turnês da Columbia Artists Management (CAMI) para representação exclusiva. Em 2019, eles mudaram para a administração do Opus 3 Artists. 
No verão de 2015, o Apollo's Fire alcançou maior atenção internacional com suas estreias esgotadas no Tanglewood Festival, no BBC Proms em Londres e no Aldeburgh Festival (Reino Unido), bem como no Festival Paesaggi Musicali Toscani na Toscana. O programa de turnê, "A Night at Bach’s Coffeehouse", apresentou o Concerto de Brandemburgo no. 5 com Jeannette Sorrell como solista de cravo. O Boston Musical Intelligencer escreveu que o Apollo's Fire "conquistou Tanglewood".
Em 2015, Apollo's Fire também realizou concertos esgotados na Biblioteca do Congresso (Washington) e no Metropolitan Museum of Art em Nova York. Na primavera de 2016, Sorrell liderou a orquestra em sua concepção dramática de Paixão segundo São João, de J. S. Bach, com elogios da crítica do New York Times, que escreveu: "Magnífico ... a produção pertencia inteiramente à Sra. Sorrell, que idealizou o conceito, o qual ela chamou de 'uma apresentação dramática' ... a orquestra foi excelente ... momentos requintados".
Em 2017, o Apollo's Fire retornou ao Festival Tanglewood e fez sua estreia no Ravinia Festival. Ambos os shows tiveram vendas esgotadas. O conjunto estreou no Carnegie Hall em 22 de março de 2018, com show já esgotado a partir de agosto de 2017.
Em sua cidade natal, Cleveland, Ohio, o Apollo's Fire obteve um sucesso incomum na construção de um grande público, graças à programação criativa e ao estilo de apresentação animado do grupo. Na temporada 2016-17, o conjunto vendeu mais de 15.000 ingressos em suas séries domésticas. 

## Gravações
Em 2019, o Apollo's Fire ganhou um GRAMMY, compartilhado com o cantor Karim Sulayman e a maestrina Jeannette Sorrell, pelo álbum de 2018 'Songs of Orpheus'. O conjunto lançou 26 CDs comerciais, principalmente na gravadora britânica AVIE. Oito dos lançamentos de CDs do grupo se tornaram best-sellers no clássico quadro da Billboard: Claudio Monteverdi Vespers, Brandenburg Concertos & Harpsichord Concertos, J. S. Bach, um disco das árias do G. F. Handel com a soprano Amanda Forsythe, intitulado The Power of Love (Billboard Classical # 3, 2015) e os quatro programas de crossover de Jeannette Sorrell: Come to the River – An Early American Gathering (Billboard Classical #9, 2011); Sacrum Mysterium: A Celtic Christmas Vespers (Billboard Classical #11, 2012); Sugarloaf Mountain – An Appalachian Gathering (Billboard Classical #5, 2015); and Sephardic Journey – Wanderings of the Spanish Jews (Billboard World Music Chart #2 e Billboard Classical #5, fevereiro de 2016).
Em 2016, o álbum Sephardic Journey foi elogiado pela BBC Music Magazine como “revelador… convivialmente teatral… Os solistas e instrumentistas são de primeira classe, e os arranjos de Sorrell são cheios de energia e cor” e o trabalho de Sorrell foi comparado favoravelmente àquele de Jordi Savall.
Outras gravações incluem a St. John Passion de Bach; Christmas Vespers de Michael Praetorius (compiladas e editadas por Jeannette Sorrell); La Folia (Madness) and Other Concertos de Antonio Vivaldi ; Requiem de Wolfgang Amadeus Mozart (com uma nova conclusão do Lacrimosa inacabado, de René Schiffer); L'Orfeo, de Monteverdi (com uma reconstrução do final perdido da Bacchanale por René Schiffer); Dixit Dominus e Hinos da Coroação de Handel; Don Quixote, de G. P. Telemann, e outras suítes e concertos; e álbuns de sinfonias e concertos de Mozart. 

## Controvérsia
Em 2019, a orquestra foi contratada pela Universidade Baldwin-Wallace para realizar a Missa em B Menor de Bach no Festival de Baldwin-Wallace Bach. O evento foi objeto de polêmica, porque esse trabalho é tradicionalmente realizado pelos alunos em um ciclo de quatro anos.